# Horst Hinschberger
Horst Hinschberger (* 8. Juli 1950 in Saarbrücken) ist ein deutscher Politiker (ehemals FDP) und ehemaliger Präsident des 1. FC Saarbrücken. Von 2009 bis 2010 war er FDP-Landesfraktionsvorsitzender im Landtag des Saarlandes.

## Leben
Horst Hinschberger ist verheiratet. Er ist studierter Kaufmann und leitet seit 1987 die von ihm gegründete Kamikaze Sportartikel Vertriebs GmbH in Bexbach.

## Politik
Hinschberger trat 1978 in die FDP ein. Er war 1980 Gründungsmitglied der Jungen Liberalen und von 1980 bis 1984 Gründungsvorsitzender der Jungen Liberalen Saar.
Bei der Landtagswahl 2009 zog Hinschberger erstmals in den Saarländischen Landtag ein. Er übernahm im November 2009 den Vorsitz der FDP-Fraktion im Landtag, da der bisherige Fraktionsvorsitzende Christoph Hartmann neuer Wirtschaftsminister wurde.
Im Juli 2010 erstattete Hinschberger wegen Betrugs und Untreue Strafanzeige gegen mehrere FDP-Politiker, unter anderem gegen den Generalsekretär der NRW-FDP Joachim Stamp. Den Zusammenhang der Anzeige bilden von Hinschberger angemahnte zahlreiche Unregelmäßigkeiten bei den Abrechnungen der Villa Lessing – Liberale Stiftung Saar e.V. Der FDP-Landesverband Nordrhein-Westfalen kritisierte Hinschberger für die Anzeige und bezeichnete die angezeigten Vorgänge als „überhaupt nicht zu beanstandende[n]“.
Am 9. November 2010 gab Horst Hinschberger, gemeinsam mit dem Saar-Parteichef Christoph Hartmann seinen Rücktritt bekannt.
Nach der Landtagswahl vom 25. März 2012 schied Horst Hinschberger aus dem saarländischen Landtag aus. Im Juni 2012 trat Hinschberger aus der FDP aus.